# Вилијам Бафин
Вилијам Бафин (енгл. William Baffin; 1584 — 23. јануар 1622) је био енглески морепловац и истраживач.

## Ране пловидбе
Не зна се ништа о његовом раном животу, али закључује се да се родио у Лондону у породици скромних прихода. Постепено се уздигао марљивошћу. По први пут се спомиње 1612. када је био главни кормилар(пилот) у експедицији под водством капетана Џејмса Хола. Циљ експедиције је био да се нађе северозападни пролаз. Капетана Хола су убили домороци на западној обали Гренланда. Током следеће две године Бафин је радио на шпицбергенским китоловцима, који сижу били под контролом Московске компаније.

## Открића Бафинове земље и Бафинова залива
Од 1615. добијају задатак од Московске компаније да траже северозападни пролаз. Он је пратио капетана Роберта Бајлота као кормилар малога брода Дискавери и пажљиво је истраживао Хадсонов пролаз. Тачност Бафинових астрономских и плимских запажања потврдио је 2 века касније Едвард Пари, када је туда пролазио 1821.
Бафин је поново пловио 1616. као кормилар Дискаверија. Прошао је кроз Девисов пролаз и открио је један залив, који се зове по њему, Бафинов залив или Бафиново море. Тада је открио и неколико пролаза Ланкастеров пролаз, Џонсов пролаз и Смитов пролаз у част дарежљивих донатора целог потхвата. На свом путовању путовао је 480 киломатра северније од свога претходника Џона Девиса. Читавих 236 година нико неће проћи на том мору северније од њега.

## Пловидба према Индији
Тим истраживањем пале су у воду све наде да ће се открити северозападни пролаз. Бафин је после тога радио за Британску источноиндијску компанију, па је путовао 1617 — 1619. до Сурата у Индији. Када се вратио добио је специјално признање од компаније због доброга оцртавања обала Црвенога мора и Персијског залива и свих других информација о пловидби тим подручјима.
Поново је 1620. путовао на исток. Током енглеско-персијског сукоба смртно је рањен и умро је 23. јануара 1622. Осим значаја географских открића Бафин је упамћен и по значају и прецизности његових научних и магнетских посматрања.
Бафинова земља и Бафинов залив носе његово име.